# Instrument d'aide de préadhésion
Pour les articles homonymes, voir IAP et IPA.
L’Instrument d'aide de préadhésion, abrégé IAP (IPA en anglais pour Instrument for Pre-Accession Assistance), est le principal mécanisme financier par lequel l'aide de l'UE est acheminée aux pays candidats à l'adhésion à l'Union Européenne, ainsi qu’aux candidats potentiels. Pour la période 2007-2013, l’IAP disposait d'un budget de 11,5 milliards d'euros. L'IAP II lui a succédé et s'appuie sur les résultats déjà obtenus en débloquant une enveloppe de 11,7 milliards d'euros pour la période 2014-2020.

## Fonctionnement
En soutenant le renforcement des institutions, l’État de droit et les droits de l’homme, l'UE oriente les pays partenaires afin qu'ils puissent répondre aux impératifs de l'acquis communautaire lors de leur éventuelle adhésion. L'IAP vise à améliorer l’efficacité et la cohérence des aides et actions menées en faveur de ces pays dans au travers d'un partenariat unique défini avec chacun des pays et sur cinq volets principaux tels que définis par le règlement (CE) n° 1085/2006 du Conseil du 17 juillet 2006 :
- aide à la transition et renforcement des institutions ;
- coopération transfrontalière avec les États Membres de l'UE et les autres pays éligibles à l'IAP ;
- développement régional (transports, environnement et développement économique) ;
- développement des ressources humaines (renforcement du capital humain et lutte contre l'exclusion) ;
- développement rural.

Les pays partenaires de l'IAP sont :
Pays candidats à l'adhésion à l'Union Européenne : Albanie, Macédoine, Monténégro, Serbie, Turquie, Islande.
Pays candidats potentiels à l'adhésion à l'Union Européenne : Bosnie-et-Herzégovine, Kosovo
L'IAP remplace depuis le 1er janvier 2007, différents programmes (pour la période 2000-2006), en faveur des pays candidats (PHARE, SAPARD, ISPA) et  des pays candidats potentiels (CARDS).

## Compléments